# Cerkiew św. Mikołaja Cudotwórcy w Słupcy

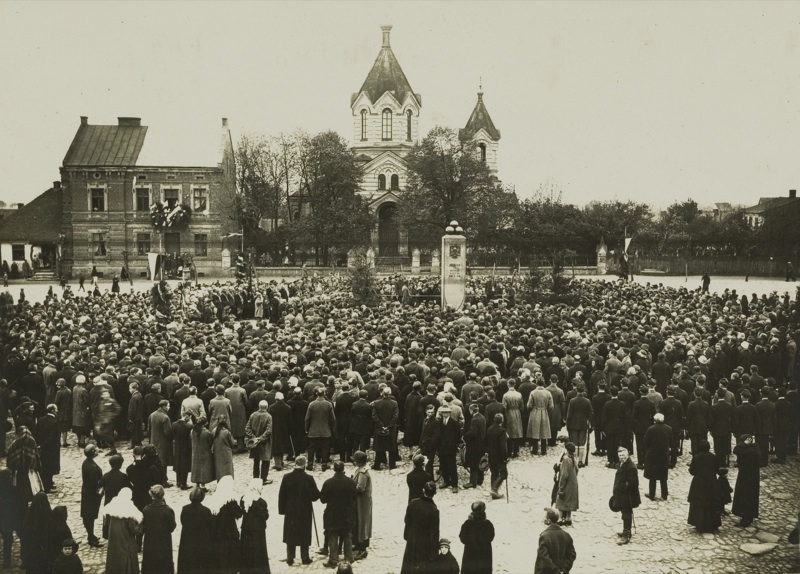
Słupecki Rynek w roku 1926, w tle cerkiew

Cerkiew św. Mikołaja Cudotwórcy – cerkiew istniejąca w latach 1878–1936 przy Rynku w Słupcy.
W 1815 Słupca weszła w skład Królestwa Polskiego, stanowiącego część Imperium Rosyjskiego. W wyniku postępującej integracji administracyjnej Królestwa z Rosją, a także polityki forsownej rusyfikacji ziem polskich, zainicjowanej w II połowie XIX w., do Królestwa zaczęła napływać rosyjska ludność prawosławna. Dla ludności tej wzniesiono do 1914 r. szereg świątyń o charakterystycznej dla państwa rosyjskiego architekturze neobizantyjskiej, zlokalizowanych w reprezentacyjnych punktach miast Królestwa.
W 1852 r. władze miejskie zorganizowały pierwszą cerkiew, która mieściła się w jednym z wynajętych domów. Była ona przeznaczona głównie dla pracowników Komory Celnej oraz Straży Granicznej. Parafia liczyła wtedy 725 osób.
W 1875 r. postanowiono jednak wybudować prawdziwą cerkiew. W tym celu zebrano kwotę 20 tys. rubli. Za sumę 6,5 tys. rubli zakupiono plac w centrum miasta. Świątynia została otoczona z trzech stron drewnianym parkanem, a od frontu wzniesiono żelazne ogrodzenie. Projektantem cerkwi był architekt Trusow. Słupecka cerkiew została zaprojektowana na wzór świątyni w Mławie – jednokopułowa z dzwonnicą umieszczoną nad wejściem.
Prace budowlane rozpoczęto w 1878 r., a wyświęcenie odbyło się 11 maja 1880 r. Słupecka cerkiew mogła pomieścić około 350 osób (parafia liczyła wtedy około 1000 osób). Ikonostas, pomalowany na biało z dekoracyjnymi złoceniami, wykonany był z drewna. Posadzka została wylana z różnokolorowego cementu, który imitował marmur.
Cerkiew była w posiadaniu Rosjan aż do wybuchu I wojny światowej. Po odzyskaniu przez Polskę niepodległości zorganizowano w niej kaplicę szkolną i wykorzystywano jako kościół katolicki. Ostatecznie jako symbol rosyjskiej dominacji została rozebrana w 1936 r.